# Кастел Нуово
Кастèл Нуòво (на италиански: Castel Nuovo, Нов замък), с популярното название Мàскио Анджоѝно ̈(Maschio Angioino), е исторически средновековен и ренесансов крепостен замък, както и един от символите на град Неапол, Италия. Той е трети поред замък, след Кастел дел Ово и Кастел Капуано, построен в града.
Замъкът доминира на живописния площад „Муничипио“ и е седалище на Неаполитанското дружество по история на родината и на Неаполитанския комитет на Института за история на Италианското Рисорджименто. В комплекса се намира и Градският музей, към който принадлежат Палатинският параклис и музейните маршрути на първия и втория етаж. 

## История

### Произход и Анжуйски период
Изграждането на древното ядро на замъка - днес частично възстановено след реставрация и интервенции на археологически проучвания, се дължи на инициативата на Шарл I Анжуйски. През февруари 1266 г., след като побеждава швабите в  лицето на Манфред в битката при Беневенто, той се възкачва на трона на Сицилия и постановява прехвърлянето на столицата от Палермо в Неапол.
Наличието на външна монархия е поставило градоустройственото планиране на Неапол около центъра на кралската власт, създавайки алтернативен градоустройствен полюс, образуван от пристанището и от двата главни замъка в съседство с него – Кастел Капуано и Кастел дел Ово. Тази връзка между кралския двор и градоустройството се проявява още през 13 век с Фридрих II, който в швабския устав съсредоточава максимално внимание върху замъците и напълно пренебрегва градските стени. Към двата съществуващи замъка Анжуйците добавят главния – Кастел Нуово, който е не само укрепление, но преди всичко техен грандиозен дворец. Кралската резиденция дотогава е Кастел Капуано, но кралят преценява, че древната нормандска крепост е неадекватна за своята функция, и желае да се построи нов замък близо до морето. Проектът е възложен на френския архитект Пиер дьо Шол. Работата по изграждането на Кастел Нуово започва през 1279 г. и завършва само три години по-късно – доста кратко време предвид строителните техники от онова време и общия размер на работата. Кралят обаче никога не живее там: след бунта на Сицилианската вечерня, който струва на Анжуйците короната на Сицилианското кралство, завладяно от Педро III Арагонски, и след други събития новият дворец остава неизползван до смъртта на Шарл I Анжуйски през 1285 г.
През 1285 г. неаполитанският престол е наследен от Шарл II Анжуйски, син на починалия Шарл I Анжуйски. Новият крал премества семейството си и придворните си в новата резиденция, като първо я разширява и украсява. По време на неговото управление Светият престол е тясно свързан със Сицилианските Анжуйци. Това е бурна връзка, която и през следващите години претърпява натиск, съюзи и непрекъснати разриви. На 13 декември 1294 г. главната зала на Кастел Нуово е сцената на прочутата абдикация от папския престол на папа Целестин V, като в същата зала на 24 декември Кардиналската колегия избира новия папа Бонифаций VIII. Същият незабавно премества седалището си в Рим, за да избегне Анжуйската намеса.

С възкачването на трона на Робер Мъдри през 1309 г., благодарение на неговото меценатство и на неговата страст към изкуството и литературата, замъкът, който той обновява и разширява, се превръща в забележителен център на културата. Писателите Франческо Петрарка и Джовани Бокачо при престоите си в Неапол са добре приети и настанени там. Най-известните художници от онова време, като Пиетро Кавалини и Монтано д'Арецо, са призовани да изографисат стените на замъка, а Джото през 1332 г. изографисва Палатинския параклис.
От 1343 г. замъкът е дом на Джована I Анжуйска, която, бягайки във Франция през 1347 г., го изоставя. Той е атакуван от краля на Унгария Лайош I Велики, дошъл да отмъсти за смъртта на брат си Андрей, съпруг на Джована I,  убит при дворцова конспирация, за която е подозирана самата кралица. Замъкът е обран и частично разрушен, като за възстановяването му кралицата при завръщането си е принудена да извърши радикално преструктуриране. По време на второто нападение на Лайош I Велики срещу Неапол замъкът, където кралицата намира убежище, устоява на нападенията. 
През следващите години крепостта претърпява и други нападения: от Шарл III Анжуйски при превземането на Неапол, от Луи II дьо Валоа-Анжуйски, който я открадва от сина на Шарл III, Ладислав Анжуйски. Последният отвоюва престола през 1399 г. и живее в замъка до смъртта си през 1414 г.
Джована II Анжуйска наследява брат си Ладислав и през 1414 г. се възкачва на трона като последния владетел от Анжуйската династия. Кралицата е запомнена като разпусната, похотлива, кръвожадна жена, приемаща в леглото си любовници от всякакъв социален произход, дори някои от тях са избирани от нейните емисари сред красивите младежи от народа. За да защити доброто си име, тя не се поколебава да се отърве от тях, веднага щом жаждата ѝ се задоволи. Точно по този повод от векове се разказва легенда, че в замъка има таен кладенец, където кралицата е хвърляла използваните си любовници, които са били поглъщани от морски чудовища. Според легендата това дори е бил крокодил, пристигнал от Африка в подземията на замъка, след като е прекосил Средиземно море.

### Арагонски период
Алфонсо V Арагонски, който завладява трона на Неапол през 1443 г., желае да установи замъка като център на кралската власт и на двор с такова великолепие, че да се конкурира с този на Лоренцо Великолепни във Флоренция. Крепостта е напълно възстановена в сегашния си вид. Крал Алфонсо поверява обновяването на стария анжуйски дворец-крепост на арагонския архитект Гилем Сагрера – каталонец, родом от Майорка, който го замисля в готическо-каталонски вид.
Петте кръгли кули, четири от които включват предишните анжуйски кули с квадратен план, по-подходящи да издържат на изстрелите на оръжията на времето, подчертават отбранителната роля на замъка. Вместо това значението на сградата като център на кралската власт е подчертано от включването на триумфалната арка на входа ѝ – шедьовър на Неаполитанския ренесанс и дело на Франческо Лаурана, както и на много художници от различен произход. Работите започват от 1453 г. и завършват едва през 1479 г., след смъртта на краля.
В Залата на бароните се помни прочутият заговор на бароните от 1487 г. срещу крал Фердинандо I, син на Алфонсо V, извършен от множество благородници начело с Антонело II ди Сансеверино, принц на Салерно, и от Франческо Копола, граф на Сарно. Кралят кани всички заговорници в тази зала под предлог на сватбено тържество, с което да отбележи прекратяване на военните действия и окончателно помирение. След като разбират, че са попаднали в капан, бароните хукват да бягат, но изходите са блокирани от войниците на краля. Арестувани са всички барони, впоследствие повечето от тях са осъдени на смърт, между които и Франческо Копола и синовете му.
В средата на века замъкът е увековечен в известната панел на Строци, а по-късно и в Cronaca figurata del '400 на Мелкионе Ферайоло, който описва началото на катастрофалните войни в Италия.
В края на XV век към кулата „Беверело“ в замъка е добавен още един гвелфски прозорец, който заменя предишния прозорец с колони, разположен на третия етаж на кулата.

### Вицекралство и начало на упадъка на замъка
През 1494 г. кралят на Франция Шарл VIII напада замъка и го разграбва. След смъртта на крал Фердинанд II Арагонски през 1496 г. на неаполитанския трон се възкачва чичо му Федерико I, който е последният неаполитански крал от Арагонската династия.
През 1503 г. Фернандо II Католикът присъединява Кралство Неапол към испанската корона и го превръща във вицекралство. Кастел Нуово губи функцията си на кралска резиденция, като става прост военен гарнизон поради стратегически важната си позиция. През дългия период на вицекралството замъкът претърпява различни щети, губейки повечето от външните орнаменти в стил „Пламтяща готика“ и в ренесансов стил. Сред най-големите щети, нанесени на средата през XVI и XVIII век, най-очевидна е подмяната на френските анжуйски прозорци, направени от камък и с кръстосана форма (гвелфски прозорци), с оскъдни зидани прозорци, заобиколени според модата на XVII век от сива рамка. Изтриването на следите от анжуйското и след това арагонското минало не е продиктувано само от съображения за функционалност (през XVII век замъкът е затвор), но и от политически причини: новите испански владетели трябва да изтрият както спомена за Анжуйския, така и за Арагонския Неапол и за да се направи това, е необходимо също да се разрушат или модифицират орнаментите му. Това е практика по време на испанското господство в Италия (не само в Неапол). Готическият манастир „Света Клара“ в Неапол има същата съдба. 
През XVI век замъкът все още рядко е домакин на кралете на Испания, които идват на посещение в Неапол, като самият император Карл V, който е живее там за кратък период от време през 1535 г.
Най-голямата щета, извършена по време на испанското вицекралство, е премахването на четири фрески от Джото, украсявали Палатинския параклис. Освен човешка ръка пренебрежението също лишава замъка от много щукатури и декорации. През 20 век, поради пожар, избухнал в Залата на бароните, са изгубени още картини на Джото.

### Период на Неаполитанските Бурбони
Замъкът е реновиран от Карл де Бурбон, бъдещият крал на Испания Карлос III, който се възкачва на трона на Неаполитанското кралство през 1734 г. Той заменя хаотичната фасада на източната страна (допълненията от вицекралската епоха вече напълно са изкривили външния вид на замъка) с 5-етажна казарма, покрита със скатен покрив, може би със скосени тавани, както е в стила на модерните по онова време сгради на Бурбоните. Замъкът обаче губи ролята си на кралска резиденция в полза на новите дворци, които са построени в Неапол и околностите му (Кралският дворец на Пиаца дел Плебишито, Кралският дворец „Каподимонте“, Кралският дворец в Портичи и Кралският дворец в Казерта) и по същество се превръща в символ на историята и величието на Неапол. 
През 1823 г. от Фердинанд I на Двете Сицилии извършва интервенции по северната фасада, която гледа към морето. Гвелфските прозорци, които са в окаяно състояние, са възстановени и е направен опит за възстановяване на морската фасада на Палатинската галерия. Тези интервенции са увековечени във френска гравюра от 1855 г.
Последното важно събитие датира от 1799 г., когато в замъка е провъзгласено раждането на Неаполитанската република. По-късно в него се помещава „артилерийски арсенал“ и „пиротехнически офис“, който през 1837 г. се смята за по-разумно те да се преместят в Кралската оръжейна фабрика в Торе Анунциата.
Въпреки че има две интервенции за възстановяване на замъка в епохата на Бурбоните, те имат съответните ограничения (все още не съществува пълна теория за реставрация) и не успяват да спасят замъка от непрекъснатия неразрешен растеж на Неапол от вицекралския период до следвоенния период.

### Следвоенен период
20 век вижда замък в окаяно състояние, с външни фасади, напълно включени в руините на вицекралските 
каземати и на други сгради, построени между края на 17 и края на 18 век. Бойниците са почти изчезнали, а прозорците от 14 и 15 век са преустроени до степен да загубят всякакви средновековни и ренесансови характеристики. 
В началото на 20 век е решено замъкът да се възстанови, да се освободи от незаконни строежи и складове и да се върне, поне що се отнася до външните фасади, до вида му от 15 век. Иконографската документация за справка е Панелът „Строци“, миниатюрите на Мелкионе Ферайоло (от края на XV век) и изображенията на Неаполитанския залив в началото на 16 век. В началото на XX век всички са разрушени сгради, построени в замъка, като така се  възстановява голямо пространство и старите средновековни стени стават отново видими. Крилото на казармите, построено при Бурбоните, е разрушено, и тук отново изникват стените от XV век. След като Италианската държава получава целия замък за граждански цели, е сложен старт на работите през 1923 г. и те включват също фабриките и складовете, построени близо до площада на мястото на разрушените бастиони: още на следващата година всички различни сгради са премахнати и е създадена еспланадата, където са създадени градините от страната на днешната улица „Виктор Емануил III“.
През 20-те години на XX век е изградена широката лента от цветни лехи, която минава по протежението на замъка до края на XX век : през първите месеци на 1921 г. граф Пиетро Муники, инженер по това време и съветник по градската украса, представя на Градския съвет предложението за изолиране на Кастел Нуово. Пощадена е само портата на Цитаделата. Портата е оригиналният арагонски достъп до комплекса, възстановен през 1496 г. от Федерико I Арагонски (както се вижда от неговия герб върху арката): изолирана и изкривена от функцията си, тя е видима сред квадратни цветни лехи по улица „Виктор Емануил III“. 
Работите, свързани с реставрацията на замъка, които елиминират многото добавки, добавени с течение на времето, продължават до 1939 г. По време на тези работи се извършват и дейности по почистване и реставрация, които елиминират сградите, построени между XVII и XIX век в близост до замъка, и успяват да възстановят част от сега изгубения стил на замъка. Въпреки това, предвид катастрофалното състояние на покривите и керемидите (особено на крилото на Дон Педро де Толедо и на Палатинския параклис и Залата на бароните), е необходимо да се премахнат покривните настилки. Независимо от това наклонените покриви никога не са възстановени и през 70-те години на XX век е решено да се покрие „терасата“ с обшивката, създавайки изключително грозен и антиисторически, както и антифункционален ефект. През 40-те години на XX век замъкът изглежда отвън в напълно средновековен стилː зазиданите кръстосани прозорци са отворени отново и бойниците са възстановени. Все пак тази реставрационна кампания не успява да възстанови анжуйския и арагонския стил във вътрешния двор. Всъщност две фасади (южното крило и западното крило) датират от XVII век, източната фасада от 1535 г., докато единственото останало крило от XV век е северното, с входа на Палатинския параклис и стълбището до Залата на бароните. 

## Описание

### Архитектурна структура
1. Мост
2. Триумфална арка на Алфонсо V Арагонски
3. Бронзова входна врата
4. Кула „Гуардия“
5. Кула „Медзо“
6. Кула „Сан Джорджо“
7. Кула „Беверело“
8. Кула „Оро“
9. Атриум със стенописа на пл. „Мадрид“ под арката
10. Вътрешен двор
11. Стълбище от магмена скала
12. Зала на бароните
13. Оръжейна зала
14. Каталонско балконче
15. Палатински параклис
16. Лоджия
17. Параклис на Чистилището
18. Лоджия (1-ви и 2-ри етаж)
19. Градски музей на Кастел Нуово (1-ви и 2-ри етаж)

От крепостта на Анжуйците остават Палатинският параклис, някои кули, стени и френските гвелфски прозорци до Палатинския параклис.
Замъкът, частично възстановен от Алфонсо V Арагонски, има неправилен трапецовиден план и е защитен от пет големи цилиндрични кули, четири от които покрити с магмена скала и една с туф, и увенчани със зъбци върху кронщайни. Трите кули от страната, обърната към сушата, където се намира входът, са кулите „Сан Джорджо“, „Медзо“ (която се срутва на 4 август 1876 г.) и „ Гуардия“ (отляво отдясно), докато двете от страната, обърната към морето, се наричат кула „Оро" и кула „Беверело" (отново отляво надясно). Замъкът е заобиколен от ров, а кулите се издигат върху големи скали, в които текстурата на каменните блокове придобива сложни дизайни, напомнящи каталонски примери.
Вътрешното стълбище във всяка от кулите, наречено на прост език „Каталонско стълбище“, води до покрива на замъка, където в миналото са били поставени наблюдателници, за да се наблюдава евентуалното пристигане на врагове отгоре.
От северната страна, до кулата „Беверело“, се отваря един от кръстосаните прозорци на Залата на бароните. Два други прозореца гледат към източната страна, единият към морето, а другият, покрай задната стена на Палатинския параклис, с един гвелфски прозорец между две тесни многоъгълни кули. Защитена от другата ъглова кула, наречена „Оро“, следва издадена сграда, която първоначално е поддържала лоджия и вдлъбната секция с две насложени лоджии.
От южната страна, пред Моло Беверело, е насложена дълга лоджия.

### Хронология на строителството
XIII век
- 1279: Започва строителството на Маскио Анджоино (Castelnuovo, Chastiau neuf, Chateau neuf, Chastel neuf).
- 1285 г. Робер Мъдри нарежда Палатинския параклис да бъде построен във Френски готически стил

XIV век
- 1309 г. Робер Мъдри започва нова фаза на работа и цялостно укрепване на замъка, която вижда завършването на ъгловите кули с квадратна основа
- 1309-1334 Започва първата фаза на великолепието на замъка. Робер Мъдри, брилянтен меценат, посреща в двора личности от калибъра на Джовани Бокачо, Франческо Петрарка, Пиетро Кавалини, Монтано д'Арецо и Джото
- 1330 Джото завършва цикъла от картини в Палатинския параклис, който включва Историите от Стария и Новия завет.
- 1333 Джото завършва цикъла от картини, присъстващи в Залата на бароните (по това време наричана „Тронна зала“). Стенописите изобразяват знаменитите мъже и жени от древността: Самсон, Херкулес, Соломон, Парис, Хектор, Ахил, Еней, Александър III Македонски и Юлий Цезар с техните „придружителки“.
- 1343-1347: Кампания от произведения, поръчани от Джована I, отварят се нови двудъгови прозорци в днешната зала на Карл V, появяват се първите гвелфски прозорци[1]
- Края на 14 век: Отварят се двата големи гвелфски прозореца от страната на морето

XV век
- 1442: Алфонсо I Арагонски завладява Кралство Неапол; започва Арагонската династия
- 1452-1479: Извършват се многобройни работи по замъка: Предишните квадратни кули от Анжуйската епоха са заменени от пет кули с кръгла основа, изцяло в магмена скала
- 1452-1471: Построена е триумфалната арка
- 1460, Гилем Сагрера е призован да модернизира Залата на бароните, която приема сегашната си форма, сводът на залата е подновен според новия каталонски готически вкус
- 1450-1470: Отварят се нови гвелфски прозорци в Оръжейната зала, а през същите години е завършена късно-готическата реновация на камбанарията на Палатинския параклис. Езотеричните символи на Алфонсо I са вмъкнати под готическия свод пред триумфалната арка
- 1472-1477: През тези години Матео Форчимая заменя предишния готически-анжуйски розетен прозорец с късен готически-каталонски прозорец. В същите години малкият балкон на крал Фердинанд I е завършен в стил „Пламтяща готика“
- 1480-90-те: Новите отбранителни стени на Неапол са завършени
- 1494 Бронзовата порта на замъка е ударена от гюле, изстреляно от армията на френския крал Шарл VIII. Започват Италианските войни (1494-1559)

XVI век
- 1500-1504: Кулите „Беверело“ и „Оро“ са покрити с коничен покрив. През същия период еднодъговият прозорец на третия етаж на кулата „Беверело“ е заменен с гвелфски.
- 1520 г.: Прозорецът на първия етаж на кулата „Беверело“ е заменен с прозорец с фронтон
- 20-30-те години: Днешната зала на Дон Педро де Толедо е модифицирана от испанския вицекрал в очакване на посещение от император Карл V. Прозорците от XIV век, които все още са от Анжуйския период, са частично зазидани и правят място за квадратни прозорци
- 40-те г.: Карл V трансформира бившата кралска резиденция и величествен дом в затвор. Започва упадъкът на замъка, тронната зала е разглобена и мебелите започват да се разпръскват
- Построен е Параклисът на душите от Чистилището
- Втората половина на XVI век: Служейки като затвор, замъкът и оръжейната претърпяват непрекъснати модификации поради подразделянето на крилата.
- Краят на века: Премахват се коничните покриви на кулите с изглед към морето. Средновековните бойници са зазидани и заменени с бойници от XVII век

XVII век
- Икономическият, политически и социален упадък на испанското вицекралство продължава.
- За да държат населението на разстояние, все по-нетърпеливо към владетелите, испанците разрушаватарагонските стени и ги заменят с вицекралски. След това замъкът е затворен в многоъгълни бастиони, което го прави по-малко видим за населението.
- 30-те-40-те г.: стените на Палатинския параклис, изографисани от Джото три века по-рано, са варосани.
- Втората половина на XVII век: Пълното разпръскване на анжувинско-арагонското обзавеждане е завършено.
- След земетресение от 1630 г. късноготическата камбанария с осмоъгълна основа е заменена с барокова с квадратна основа
- Палатинският параклис е преустроен в бароков стил от испанците, които покриват предишната готическа структура и премахват повечето от средновековните орнаменти
- 1667: Пожар в оръжейната (Зала на Карл V), крилото е преустроено в бароков стил по модела на казармата, оцелелите стени и с тях прозорците от XV век са зазидани.
- Казематите и квартирите на стражите растат по хаотичен начин в рамките на вицекралските стени, дори достигайки точката да бъдат поставени срещу кулите

XVIII век
- В началото на XVIII век замъкът губи своята роля на затвор и се превръща в склад, докато в крайна сметка не бъде изоставен. По време на тази фаза близо до него са създадени складове и цехове за кожа и е запълнен вицекралският ров.
- 1734: Част от замъка е превърната в казарма, Карлос III де Бурбон включва източната фасада в пететажна казарма от XVIII век
- Втората половина на XVIII век: Започва нова фаза на деградация на замъка и в края на века той отново е изоставен
- Замъкът е повреден от времето
- 1799: След Неаполитанската революция замъкът става оръжеен склад

XIX век
- 1823: Фердинанд I на двете Сицилии възстановява фасадата с изглед към морето, като частично я освобождава от допълненията от XVII век
- С кризата на кралството на Бурбоните започва нова фаза на незаконно строителство, след индустриалната революция индустриалните складове, които изцяло покриват замъка, се умножават.
- 1861: Обединение на Италия
- Охранителната кула се срутва
- 1885: След сериозната епидемия от холера е взето решение за рекултивацията на Неапол, част от града е „изкормена“ и с това замъкът започва да бъде обект на нов интерес от историческа и художествена гледна точка

XX век
- 1990 г.: Започва разрушаването на първите складове
- През 20-те години на XX век фабриките в близост до замъка са разрушени и е създадена широката лента от цветни лехи, която минава покрай замъка до края на XX век: през първите месеци на 1921 г. граф Пиетро Муники, инженер по това време и съветник по градска декорация, представя предложението за изолиране на Кастел Нуово пред Градския съвет.
- 1921: Започва реставрацията на Филанджери
- 1921- Следвоенен период: Замъкът е обект на огромна реставрация (макар и частично незавършена), която връща замъка във фазата му от XV век. След разрушаването на казармите от XVIII век (източната страна), ограждащата стена от XV век отново излиза наяве.
- Оцелелите прозорци от XV век са отворени отново, части от добавките от XVII-XIX век са елиминирани, средновековните бойници са възстановени, aрагонският ров е отворен отново
- След Втората световна война увреденият Палатинският параклис е преоткрит в оригиналните си готически форми
- Втора половина на XX век: Общината установява своите седалища в Зала Майор (на бароните)

XXI век
- 2003 и след това: Започва работата по пиаца „Муничипио“
- 2021: Започва втори цикъл на реставрация по отношение на триумфалната арка на Алфонсо V Арагонски
- 2022: Поради отново влошените условия на замъка и падането на някои отломки той е ограден
- 2022-2023: 13 милиона са отпуснати за реставрация, безопасност и възстановяване на замъка.

## Изкуство и архитектура

### Триумфална арка
Между двете кули, които защитават входа на замъка (кулите „Мецо“ и „Гуардия“), е издигната мраморна триумфална арка, предназначена да отпразнува спомена за влизането на крал Алфонсо V Арагонски в столицата на 26 февруари 1443 г., който е изваян на най-високия връх на арката. 
Изградена на две фази, от 1452 до 1458 г. и от 1465 до 1471 г., арката е част от архитектурното обновяване на древната анжуйска крепост, която става новото седалище на Арагонския двор. Творбата е вдъхновена от римските триумфални арки и представлява две арки една върху другаː 
- Долната арка, обрамчена от колони в Коринтски стил, изобразява на страните на входа „Алфонсо сред неговите роднини, капитани и висши сановници на кралството“. Следва релефът на централния фриз с „Триумфа на Алфонсо“, изобразен като император, седнал на колесницата, водена от Фортуна, и заобиколен от членовете на неговия двор. Йерархията се потвърждава от позиционирането на фигурите в регистър, по-нисък от този на суверена.
- Втора арка се припокрива с първата, със сдвоени йонийски колони, и в нея има оформено място за статуята на краля, поръчана Донатело, която така и не е поставена. В горната ѝ част са са статуите на четирите добродетели (Умереност, Справедливост, Твърдост и Великодушие), поставени в ниши, увенчани с корона във формата на полукръгъл тимпан, с фигурите на реки и на върха със статуята на Свети Михаил. Скулптурите се приписват на важни художници от времето: Гилем Сагрера, Доменико Гаджини, Изая да Пиза и Франческо Лаурана.

- Горната арка
- Долната арка
- Горна арка: детайл от горната част със скулптурите на Добродетелите в нишите и фигурите на реките в сводестия тимпан
- Долна арка: детайл от релефа в горната част, с Триумфа на крал Алфонсо
- Вътрешен пасаж, релеф с Алфонсо между роднини и официални лица

### Палатински параклис
От страната на замъка, обърната към морето, има изглед към задната стена на Палатинския параклис или църквата „Сан Себастиано“ или „Санта Барбара“ – единственият оцелял елемент от анжуйския замък от XIV век. Въпреки че е повреден при земетресението от 1456 г., параклисът по-късно е възстановен. Фасадата с изглед към вътрешния двор разполага с ренесансов портал с релефи от Андреа дел'Акуила и Франческо Лаурана и с розетен прозорец, преработен през Арагонската епоха от каталонеца Матео Форчиманя, за да замени този от XIV век, разрушен от земетресение.
В края на параклиса има вита стълба, достъпна от врата вляво, която позволява да достъп до Залата на бароните. Във вътрешността, осветена от високи и тесни готически прозорци, остават само оскъдни останки от оригиналната стенописна украса, дело на Мазо ди Банко, и скиния от Якопо дела Пила, датирана от края на XV век. Има обаче и други цикли от стенописи от XIV век от замъка Балцо в Казалуче.
Стенописите, които заемат дясната стена на параклиса, са дело на Мазо ди Бианко и представят препратки към готическо-авиньонската култура. Тези на лявата стена са от други флорентински художници.
Интериорът е изрисуван от Джото около 1330 г., който се занимава с историите на Стария и Новия завет. Съдържанието на този цикъл от стенописи е почти изцяло загубено, въпреки че остава декоративна част в отворите на прозорците, които напомнят тези на параклиса Барди в църквата „Санта Кроче“ във Флоренция. Освен това цялата работа на Джото по отношение на параклиса е описана в стиховете на анонимен автор в колекция от сонети от около 1350 г.
Параклисът съдържа ценни скулптури, дело на художници, които също са работили върху триумфалната арка на Алфонсо V Арагонски (XV век). Самите скулптури изглеждат отлични примери за Неаполитанския ренесанс. Един от тях е Табернакулът с Мадоната и Младенеца – ранен шедьовър на Доменико Гаджини, ученик на Донатело и Брунелески.
Има и две други скулптури от особено значение, и двете наречени „Мадона на трона с Младенеца“, и двете от Франческо Лаурана, изваяни по време на два от различните му престои в Неапол. Едната от двете е пренесена в замъка, въпреки че не е част от него, тъй като е изваяна за църквата „Сант Агостино ала Дзека“.

### Зала на бароните
Вътрешната борба между бароните и династията се провежда по политически и скрит начин и най-накрая достига своята кулминация през 1487 г. в Залата на бароните в замъка. Фердинанд I, по време на своето царуване, се озовава срещу бароните, побеждавайки ги в умения и хитрост след заговори, убийства и двойни игри.
Залата на бароните, родена като „Тронна зала“, е основната зала на замъка. Наречена Зала Майор, тя е по волята на Робер Анжуйски и за случая е извикан Джото, който изпълнява цикъл от фрески около 1330 г. Този цикъл обаче днес е засвидетелстван само в сборник със сонети на анонимен автор, който може би датира около 1350 г., тъй като е напълно изгубен. Стенописите са изобразявали знаменитите мъже и жени от древността: Самсон, Херкулес, Соломон, Парис, Хектор, Ахил, Еней, Александър III Македонски и Юлий Цезар с техните „придружителки“.
Под арагонското владение, по-точно на Алфонсо V Арагонски (1442-1458), залата е преустроена от каталонеца Гилем Сагрера, който разширява нейните пространства и размери.
Залата взема името „Зала на бароните“ от факта, че около 1487 г. някои от бароните, които заговорничат срещу Фердинанд I Арагонски, са били поканени от него на това място уж да празнуват сватбата на племенницата му. В действителност това е просто капанː присъстващите барони са арестувани и незабавно умъртвени.
Разположена в ъгъла на кулата „Беверело“, между северната страна и източната страна, обърната към морето, голямата зала е покрита от чадър свод със спуснати заострени аркови люнети, подсилени чрез оживални форми, които се събират в центъра с ярък окулус. В четирите ъгъла на залата, която в идеалния случай би трябвало да е квадратна (в действителност тя е правоъгълна 26 m x 28 m) с цел символично представяне на земята под небето, има нещо като пандативи с покривало или арки и сводове, наклонени към върховете с цел свързване на стената, която съставлява осмоъгълника (многоъгълна форма, свързана с кръга и следователно символично с небето) с тази отдолу, която образува квадрата. В спуснатите островърхи люнети – тези около купола, има малки прозорци, които са били използвани от войниците, за да бдят над краля, когато той е приемал посещения или посланици. Достъпът до тази позиция на помещението е бил възможен чрез спираловидно стълбище (каталонско стълбище) от магмена скала и туф, разположено в съседната кула „Беверело“ и също дело на Гилем Сагрера по време на работите, които засягат цялата кралска среда. 
Подът на залата е бил украсен с бяла и синя глазирана майолика от Валенсия.
От страната с лице към морето, между два гвелфски прозореца, отворени навън, има голяма камина, увенчана с две ложи за музиканти.
Сред произведенията на изкуството, които все още присъстват в стаята, е мраморният двулицев портал от Доменико Гаджини, два барелефа, върху които са изобразени триумфалното шествие на Алфонсо V Арагонски и влизането на краля в замъка, каталонският портал, през който се влиза в Залата на ангелите.
Залата, макар и повредена от пожар през 1919 г., все още запазва старинния си вид, но част от скулптурната украса на Пере Йохан от Барселона липсва. Днес в нея заседава Общинския съвет на Неапол.

### Оръжейна зала
Залата, изпълняваща функцията, от която е получила името си, е разположена вляво от Палатинския параклис, на по-ниското ниво от Залата на бароните.
По време на реставрационни дейности в двора на замъка са открити важни археологически находки от римската епоха от I век пр.н.е. и от V век, който днес може да бъде посетен благодарение на прозрачен стъклен под, под който са запазени руините.

### Параклис на душите от Чистилището
Построен е през втората половина на XVI век по волята на испанските вицекрале, които възнамеряват да променят облика на замъка. Може да се идентифицира с параклиса от XIV век на Св. Мартин от Тур, някога изписан с фрески с житието на светеца.
Интериорът е с барокова украса със стенописи и пана, затворени в рамки от щукатури и позлатено дърво.
На главния олтар има платно, нарисувано от последовател на Джироламо Импарато и Джован Анджело Д'Амато, изобразяващо „Мадона дел Кармине с душите в Чистилището и светците Себастиан и папа Григорий I“.
Параклисът е използван главно за предлагане на тайнствата на осъдените на смърт преди екзекуция, и там е погребан Джовани, братът на Мазаниело (псевдоним на Томазо Аниело д'Амалфи).

### Параклис „Свети Фрациск от Паола“
Малък параклис, датиращ от XV век, до който се влиза през Залата на Карл V на първия етаж на замъка. Името е дадено от факта, че е бил домакин на Свети Франциск от Паола по време на пътуването му до Париж.
Куполът от XV век, подобен на този на Залата на бароните, е проектиран от Гилем Сагрера, но е разрушен по време на бомбардировките през Втората световна война.
Параклисът е осветен през 1688 г., след реставрация в бароков стил, за което свидетелства мраморна плоча, поставена на входната врата.
Единственото доказателство за времето, останало в залата, е представено от някои златни щукатурни декорации, от две фрески на лявата стена (най-вероятно принадлежащи към една сцена), идващи от манастира от XIV век на църквата „Санта Мария Донарегина Векия“ и с наличието на три картини на Никола Русоː „Посещението“, „Благовещението“ и „Пътуването на Мария до Витлеем“.

### Затвори
Подземията се състоят от две зони, разположени в пространството, разположено под Палатинския параклисː Крокодилската яма и Баронската яма.
Крокодилската яма, известна още като Ямата за просо, е била склад за зърно на Арагонския двор, но е била използвана и за отделяне на затворници с по-тежки присъди. Древна легенда разказва за чести и мистериозни изчезвания на затворници, поради което бдителността е била повишена. Не след дълго се установило, че тези изчезвания са настъпили поради крокодил, който влизал през отвор в мазето и завличал затворниците в морето за крака, след като ги е захапал. След като това било открито, всички осъдени мъже, за които се е искало да бъдат изпратени на смърт без много шум, са били подлагани на челюстите на влечугото. По-късно, за да убият крокодила, като стръв е използван голям отровен конски бут и след смъртта му е препариран и закачен на входната врата на замъка.
В Баронската яма са поставени за посетители четири анонимни ковчега и вероятно са на благородниците, участвали в заговора на бароните през 1485 г.

## Градски музей на Кастел Нуово
Вътре в замъка има обособен музеен маршрут, открит през 1990 г., който започва от Палатинския параклис и след това преминава през Оръжейната зала и стига до първия и втория етаж на замъка, предназначени за картини и скулптура.
На първия етаж има стенописи и картини с религиозен характер от XV до XVIII век. Изложени са картини на известни неаполитански художници караваджисти като Батистело Карачоло и Фабрицио Сантафеде, както и от известни представители на Неаполитанския барок, като Лука Джордано, Франческо Солимена и Матия Прети. На втория етаж са изложени творби от XVIII до XX век. Изложбата следва тематичен ред: история, пейзажи, портрети, изгледи от Неапол.
Други зали на замъка, като Залата на Карл V и Залата с лоджията, са предназначени за временни изложби и културни инициативи.

## Библиотека на Неаполитанското дружество по история на родината
На втория и третия етаж се намира библиотеката на Неаполитанското общество за история на родината. Тя разполага с книжни, иконографски, документални и пергаментни колекции. Това е частна библиотека, поради което достъпът се регулира от правила, установени от устава и предписани в правилника.
Библиотеката съхранява една от първите книги, отпечатани в Италия (четвъртата), „De civitate Dei“ на Свети Августин, създадена през юни 1467 г. в Субиако от двама германски духовници – Конрад Швейнхайм и Арнолд Панарц.